# لاسلو كوفاتش (سياسي)
لاسلو كوفاتش (بالمجرية: Kovács László)‏ هو إشعاعاتي ‏ وسياسي مجري، ولد في 27 مارس 1941 في المجر، وتوفي في 5 ديسمبر 2001 في نفس البلد. حزبياً، نشط في Hungarian Democratic Forum ‏. وقد انتخب عضو الجمعية الوطنية المجرية.